# Hantverkargatan

Hantverkargatan är en gata på Kungsholmen i Stockholm. Gatan sträcker sig från Stadshusbron i öst till Fridhemsplan i väst och är cirka 1 800 meter lång.
| Hantverkargatan mot ost med Stockholms stadshus i fonden. |  | Hantverkargatan sedd från Stadshustornet mot väst, 2012. |
| Hantverkargatan mot ost med Stockholms stadshus i fonden. |  | Hantverkargatan sedd från Stadshustornet mot väst, 2012. |

## Historik
Hantverkargatan omnämns redan 1644 som Handtwerkare gathun och är därmed troligen Kungsholmens äldsta ännu bevarade gatunamn. Namnet tillkom när Kungsholmens östra del införlivades i Stockholm och Clas Larsson Flemings stadsplanering även berörde denna del (se Stadsplanering i Stockholm). Tanken var att framför allt hantverkare skulle bosätta sig här. Hantverkare kallades även hantverksman och i källor från 1640-talet finns därför beteckningar som Handtverksmänsgathon och Handtwärksgathan. Eftersom Hantverkargatan var den största i trakten satte man gärna “Stor” framför namnet. 1667 finns namnet Stora Hantverksgatan belagt.
Först år 1672, när Nya Kungsholmsbron byggdes (en föregångare till dagens Stadshusbron), fick Hantverkargatan en broförbindelse med Norrmalm. Genom denna direkta kontakt höjdes gatans status och blev snart Kungsholmens förnämsta gata. På 1600-talet fanns namn som Stora gatan och Stora Kungsholmsgatan. Det senare namnet användes ända in på 1830-talet.

## Byggnader och verksamheter (urval)
- Stockholms stadshus (nummer 1),
- Kungliga Myntet (nummer 5),
- Kungsholms kyrka (Bergsgatan 1),
- Vindruvan 10 (nummer 22),
- Ämbetshuset (nummer 29),
- Landstingshuset (nummer 45),
- Biograf Manhattan, nedlagd 1982, (nummer 49)
- Kungsholmens gymnasium (nummer 67–69),
- Basaren (nummer 69-71).
- Kungsholmens brandstation (nummer 74)
- Fram till 1899 låg Kronprinsessan Lovisas vårdanstalt på nummer 14.

## Bilder

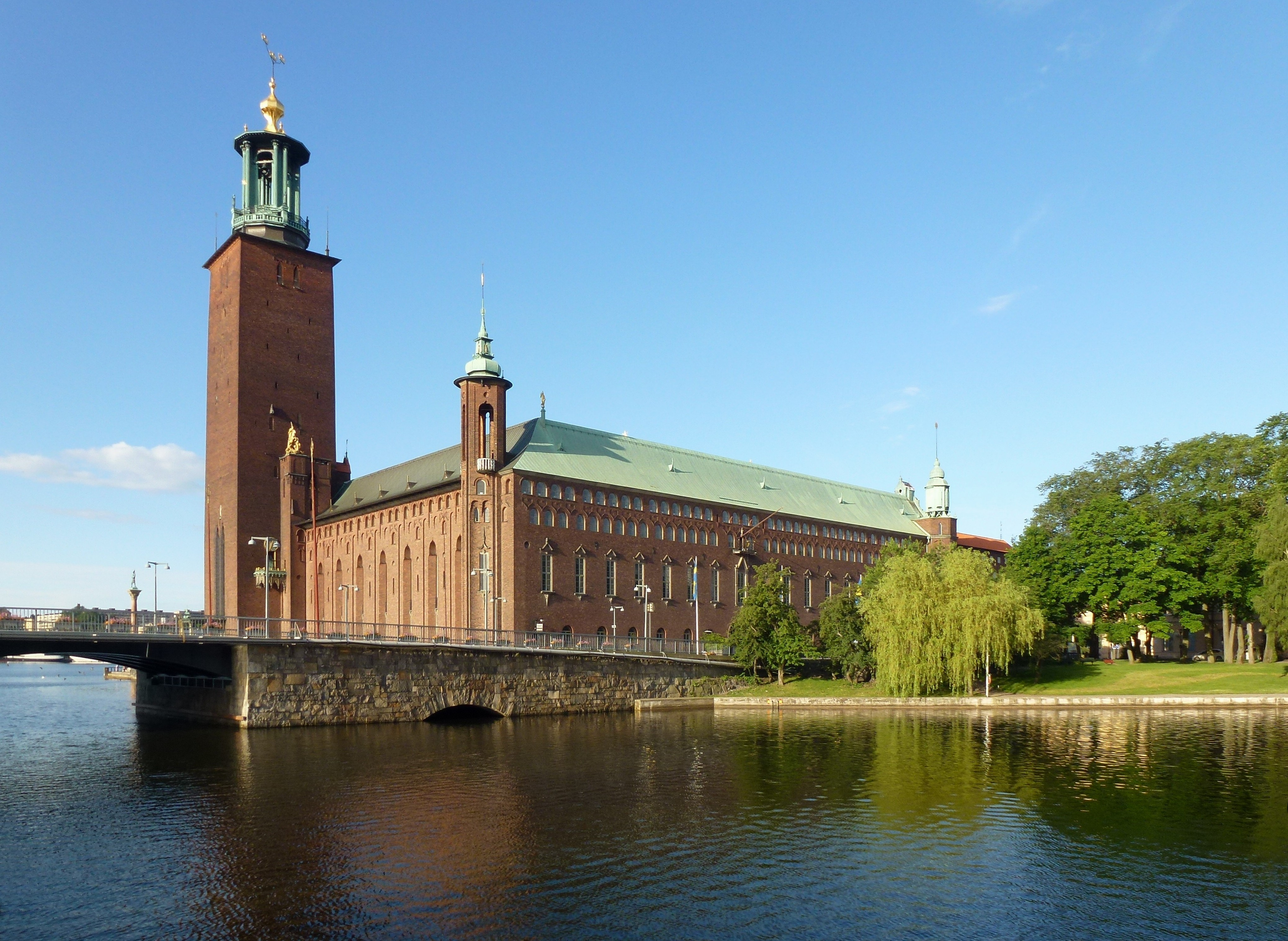
Stockholms stadshus och Yngve Larssons park
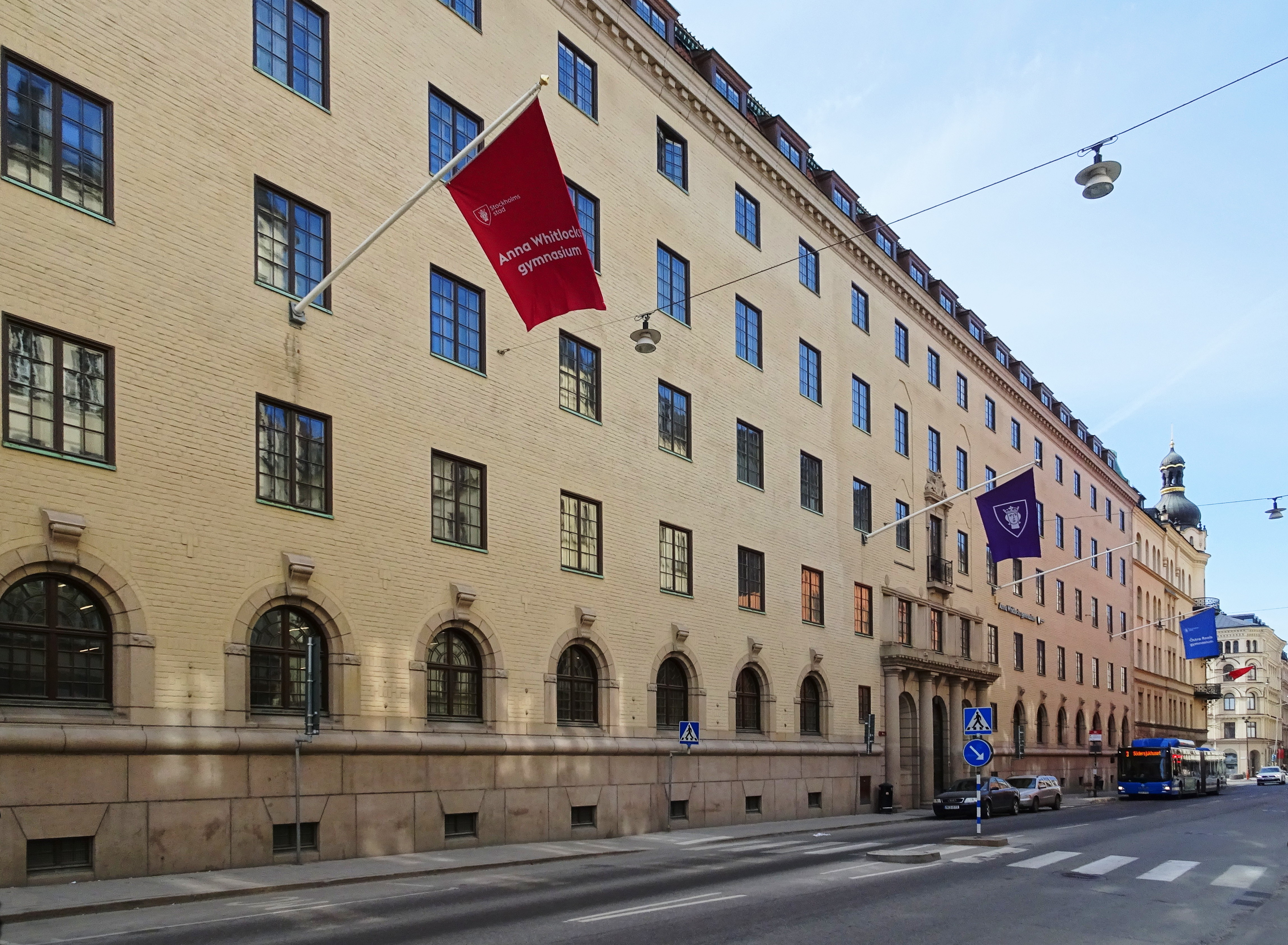
Anna Whitlocks gymnasium tidigare Ämbetshuset.
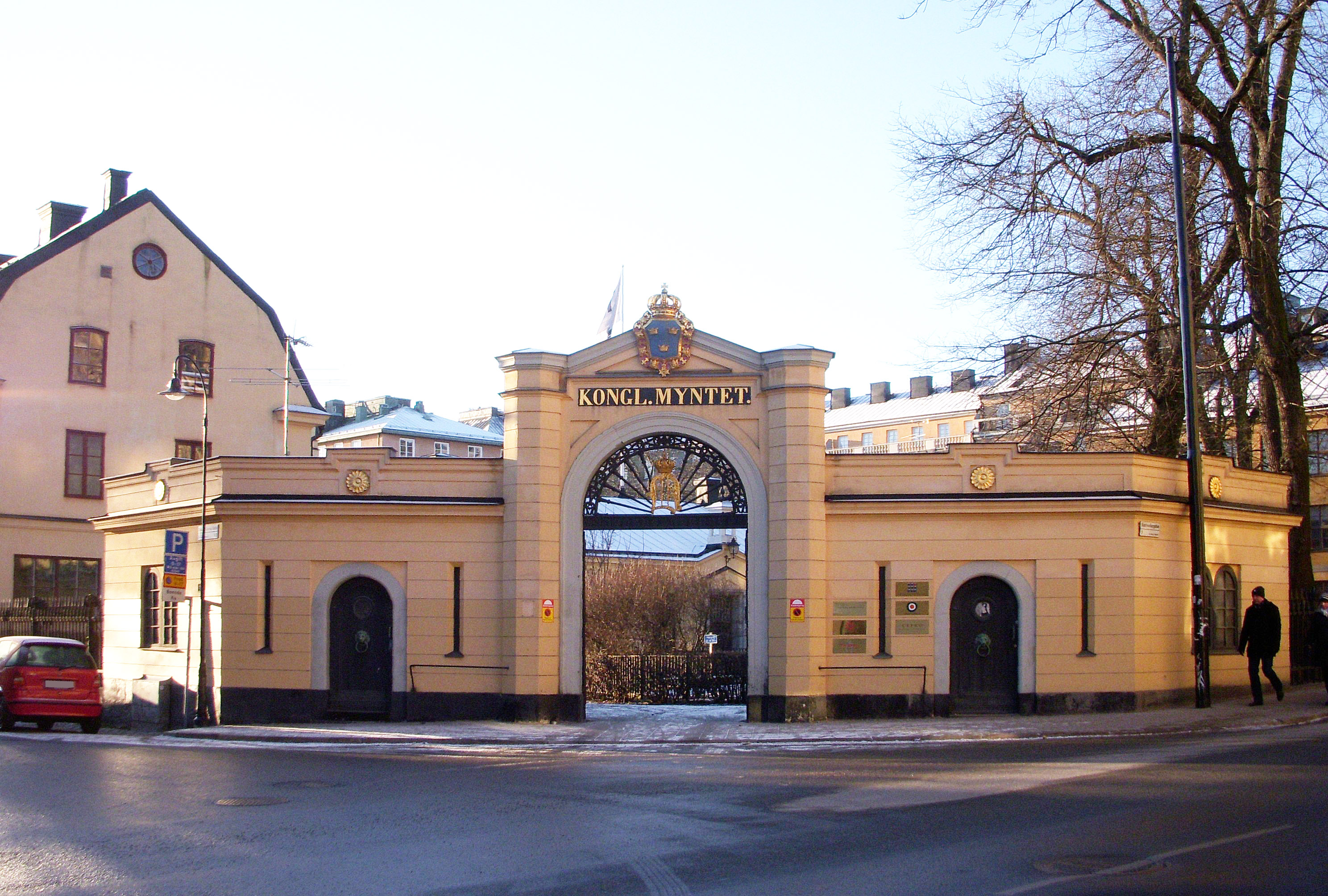
Kungliga Myntet
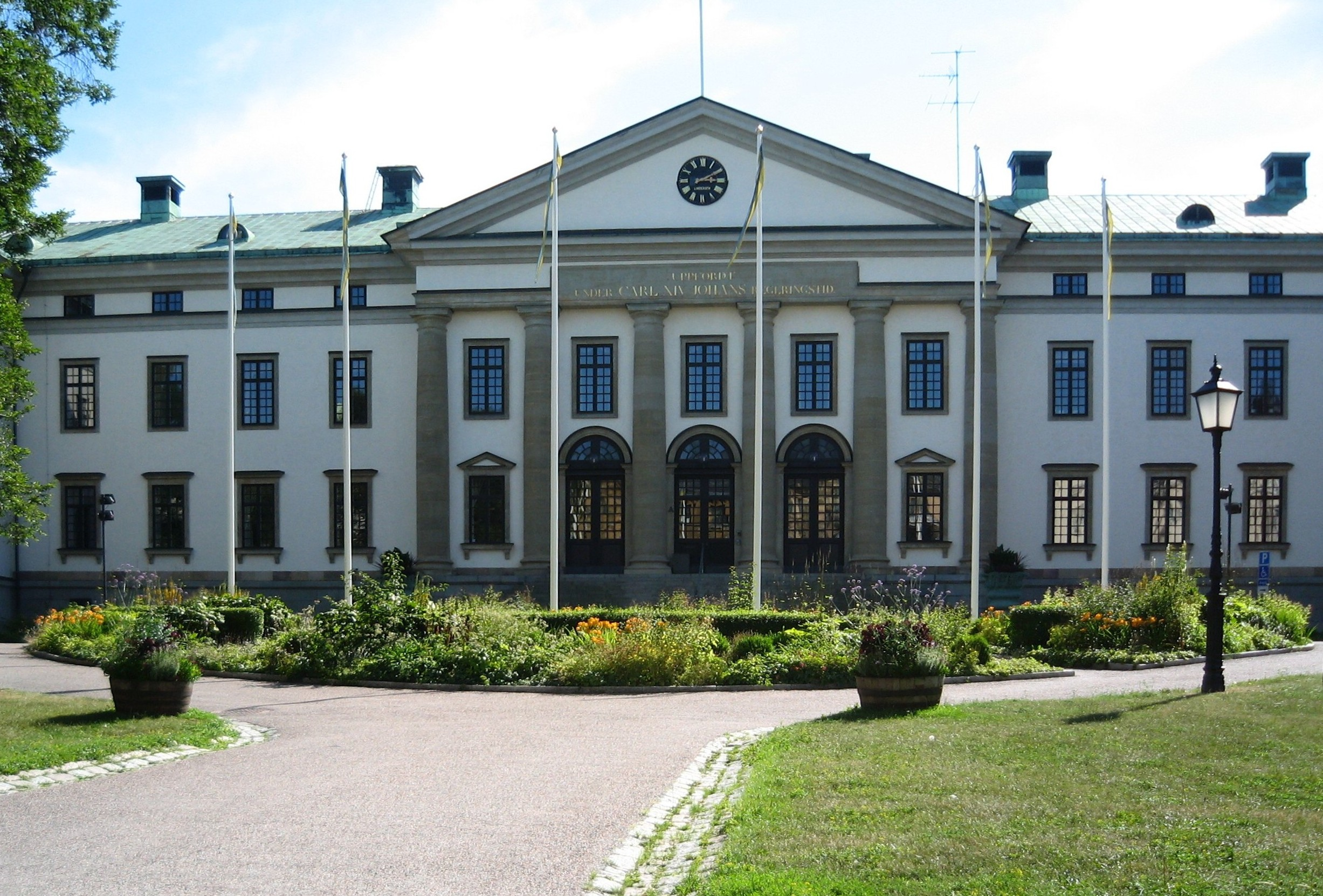
Landstingshuset

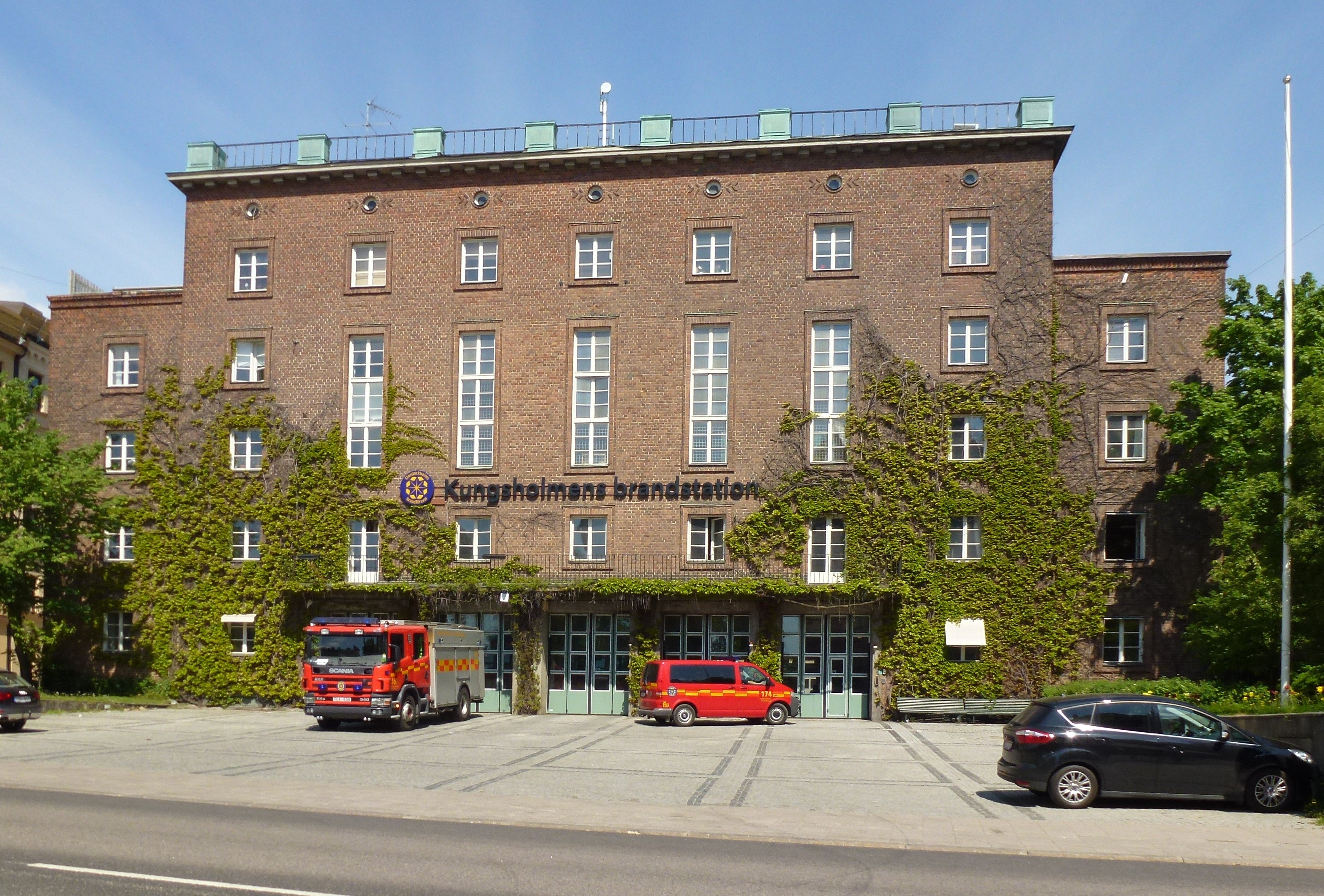
Kungsholmens brandstation
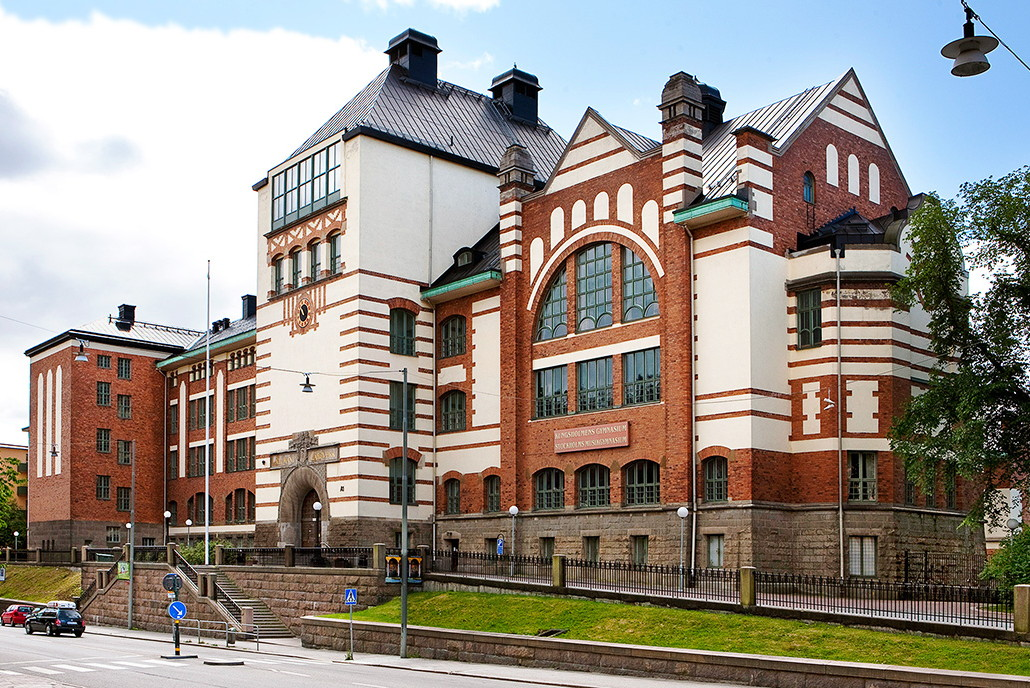
Kungsholmens gymnasium
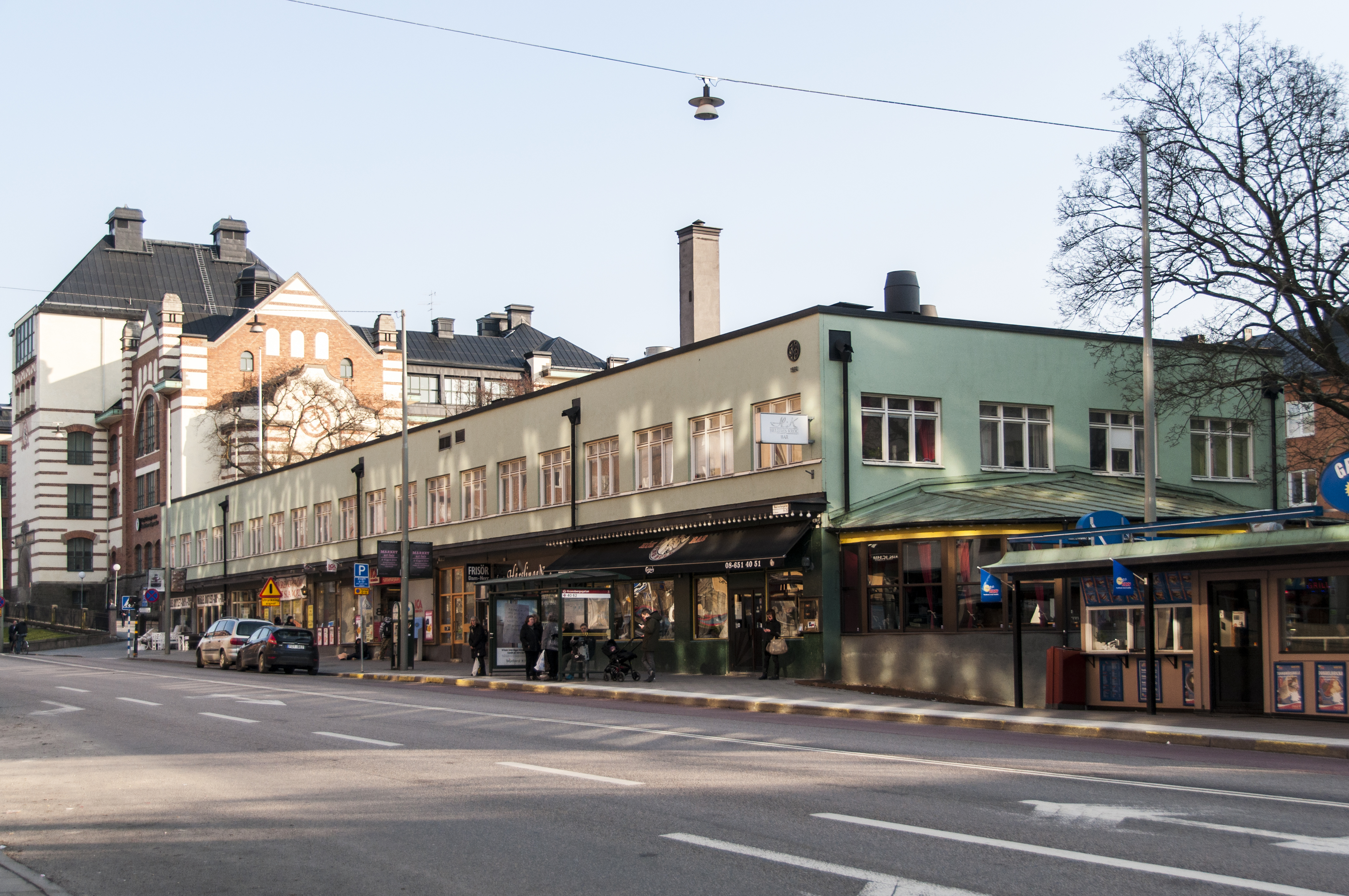
"Gamla" Basaren (revs 2015/2016)
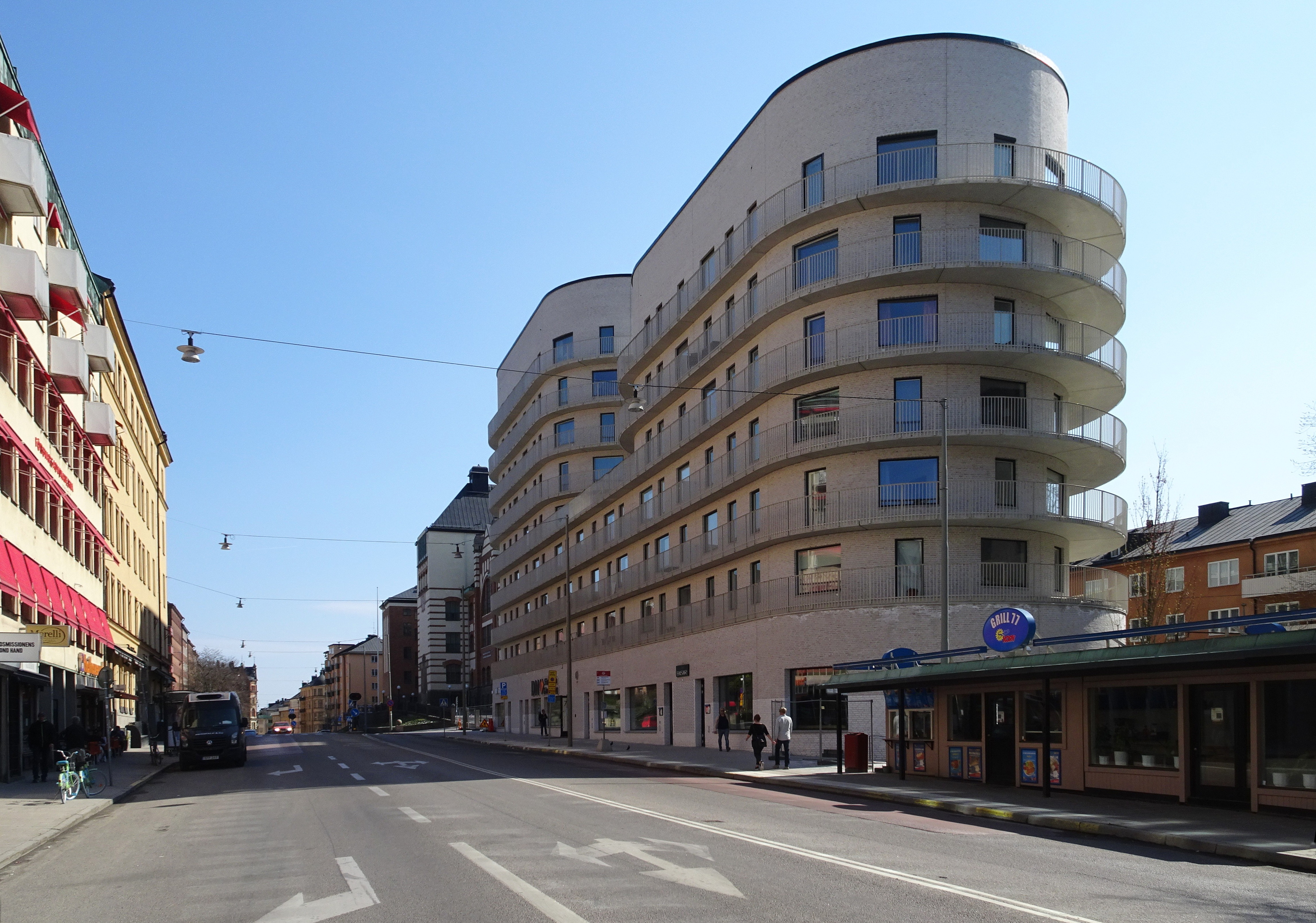
"Nya" Basaren invigd 2018